# Frappes aériennes à Dahyan
Le 9 août 2018, 51 civils dont 40 enfants ont été tués dans des frappes aériennes contre un bus, dans le nord du Yémen, attribuées à la coalition militaire dirigée par l'Arabie saoudite.

## Attaque
Un autobus scolaire transportant des enfants est attaqué le jeudi 9 août 2018 basé sur une bombe Mark 82 convertie en GBU-12 Paveway  sur un marché très fréquenté de Dahyan, dans la province yéménite de Sa'dah (nord-ouest). Le Comité international de la Croix-Rouge (CICR) annonce plus tard dans la journée via son compte Twitter que l’attaque contre un bus transportant des enfants avait fait 29 morts et 48 blessés. Toutes les personnes décédées sont des enfants âgés de moins de 15 ans. Parmi les 48 blessés figurent également 30 enfants.

## Réactions
- Selon l’ONG Save the Children, qui a condamné une « horrible attaque » et réclamé une enquête indépendante, les enfants ont été touchés alors qu’ils se trouvaient dans ce bus les ramenant à l’école après un pique-nique[3].
- L'ONU a appelé à l'ouverture d'une enquête. M. Guterres a appelé à une enquête rapide et indépendante et a exhorté toutes les parties à s'efforcer d'épargner les civils lors de la conduite d'opérations militaires[4].